# Alexander Boksenberg
Alexander Boksenberg (né le 18 mars 1936) est un physicien britannique. 

## Biographie
Il remporte la médaille Hughes 1999 de la Royal Society "pour ses découvertes marquantes concernant la nature des noyaux galactiques actifs, la physique du milieu intergalactique et du gaz interstellaire dans les galaxies primordiales. Il est également connu pour ses contributions exceptionnelles au développement de l'instrumentation astronomique, notamment l'Image Photon Counting System, un détecteur de zone électronique révolutionnaire pour la détection de sources faibles, qui donne une impulsion majeure à l'astronomie optique au Royaume-Uni" .
Il est ensuite directeur de l'Observatoire royal de Greenwich. La planète mineure (3205) Boksenberg est nommée en son honneur . Il remporte la médaille et le prix Richard Glazebrook en 2000.